# Лишане Островичке
Лишане Островичке су насељено мјесто и сједиште истоимене општине у Равним Котарима, у сјеверној Далмацији, Република Хрватска.

## Географија
Лишане Островичке се налазе око 15 км југоисточно од Бенковца, уз државни пут Бенковац – Скрадин.

## Историја
До територијалне реорганизације у Хрватској насеље се налазило у саставу бивше велике општине Бенковац. Лишане Островичке су се од распада Југославије до августа 1995. године налазиле у Републици Српској Крајини.

## Насељена мјеста
Општина се граничи с градом Бенковцем у Задарској жупанији, општином Кистање и градом Скрадином у Шибенско-книнској жупанији.
У састав општине улази три насеља:
- Добропољци
- Лишане Островичке
- Островица

## Становништво
Према попису становништва из 2001. године, насеље Лишане Островичке је имало 680 становника, а као општина има 764 становника. На попису становништва 2011. године, општина Лишане Островичке је имала 698 становника, од чега у самим Лишанама Островичким 583.
| Демографија | Демографија | Демографија |
| Година      | Становника  | Становника  |
| ----------- | ----------- | ----------- |
| 1961.       | 1.046       |             |
| 1971.       | 1.062       |             |
| 1981.       | 980         |             |
| 1991.       | 892         |             |
| 2001.       | 680         |             |
| 2011.       |             | 583         |

## Попис 1991.
На попису становништва 1991. године, насељено место Лишане Островичке је имало 892 становника, следећег националног састава:
| Попис 1991.‍ | Попис 1991.‍ | Попис 1991.‍ | Попис 1991.‍ | Попис 1991.‍ |
| ----------- | ----------- | ----------- | ----------- | ----------- |
|             |             |             |             |             |
| Хрвати      | Хрвати      |             | 884         | 99,10%      |
| непознато   | непознато   |             | 8           | 0,89%       |
| укупно: 892 |             |             |             |             |